# Cấm hôn lệnh
Cấm hôn lệnh (tiếng Hàn: 금혼령, 조선 혼인 금지령 (Geum hol lyeong, Joseon Hon in Geum ji lyeong); Hanja: 禁婚令, 朝鮮 婚姻 禁止令 (Cấm hôn lệnh, Triều Tiên Hôn nhân Cấm chỉ lệnh); dịch nghĩa đen: "Lệnh cấm kết hôn Triều Tiên") là một bộ phim truyền hình Hàn Quốc được phát sóng năm 2022 với sự tham gia của các diễn viên Park Ju-hyun, Kim Young-dae và Kim Woo-seok. Bộ phim được chuyển thể từ webtoon cùng tên của tác giả Chun Ji-hye. Phim dự kiến sẽ được phát sóng vào khung giờ 21:50 (KST) thứ Sáu và thứ Bảy hàng tuần trên kênh truyền hình MBC từ ngày 9 tháng 12 năm 2022.

## Nội dung
Bộ phim lấy bối cảnh giả tưởng vào thời kỳ Triều Tiên, dưới sự trị vì của vị Đại vương Lee Heon (Kim Young-dae). 7 năm trước, khi anh còn là Thế tử để hạ, Thế tử tần - người vợ yêu quý của anh qua đời. Cho đến nay, anh vẫn không thể vượt qua cái chết của cô. Trong 7 năm qua, triều thần đã cố gắng để Lee Heon Đại vương tái hôn nhưng không thành công. Vì vậy, triều đình đã ban sắc lệnh Cấm hôn lệnh, cấm tất cả phụ nữ độc thân kết hôn trước nhà vua, khiến dân chúng tức giận. Một ngày nọ, Lee Heon Đại vương nghe nói về một người phụ nữ tên là Ye So-rang (Park Ju-hyun), người tuyên bố linh hồn của Thế tử tần quá cố vẫn còn tồn tại trong cung điện.
Cô được đưa đến trước mặt nhà vua để tra hỏi về việc cô có thực sự nhìn thấy linh hồn của Thế tử tần hay không. Để sống sót, So-Rang hành động như thể cơ thể cô bị Thế tử tần quá cố chiếm hữu. Nhưng những lời nói dối ngày càng lớn hơn và vượt quá tầm.

## Diễn viên

### Nhân vật chính
| Diễn viên     | Nhân vật                                 | Giới thiệu |
| Park Ju-hyun  | Ye So-rang                               | Chủ nhân quán trà "Ái Đạt Đường" (Aedaldang), thầy bói nổi tiếng về chuyện hôn nhân ở Hán thành. Cô bị bắt vì tội chỉ điểm cho những khách hàng của mình cách kết hôn bí mật mà không bị phát hiện. Để sống sót, cô đã nói dối nhà vua về việc mình có thể chiếm hữu linh hồn người vợ yêu dấu trước đây của anh ta - Thế tử tần quá cố. |
| Kim Young-dae | Đại vương Lee Heon / Chúa thượng điện hạ | Vị Chúa thượng điện hạ si tình vẫn còn chìm sâu vào tuyệt vọng sau cái chết của người vợ đã mất 7 năm trước, khi anh còn là Thế tử để hạ. Để tưởng nhớ Thế tử tần, anh đã ban lệnh cấm kết hôn trên cả nước, khiến nhiều người bất mãn.                                                                                                  |
| Kim Woo-seok  | Lee Shin-won                             | Người bạn thuở thơ ấu của Lee Heon, làm việc ở Nghĩa Cấm Phủ. Là một nhân vật hoàn hảo, không thiếu bất cứ thứ gì về gia đình, văn học, tính cách hay ngoại hình. Anh là kiểu người lạnh lùng nhưng ấm áp, lãnh đạm nhưng ngọt ngào. |

### Nhân vật khác

#### Quán trà tử vi Ái Đạt đường
| Diễn viên      | Nhân vật  | Giới thiệu |
| Choi Deok-moon | Gwaeng-i  |            |
| Jung Bo-min    | Hae-young |            |

#### Phe chống lại Lee Heon
| Diễn viên      | Nhân vật      | Giới thiệu |
| Yang Dong-geun | Jo Seong-gyun |            |
| Seo Jin-won    | Kwon Rip      |            |
| Jeon Jin-oh    | Na Sang-ju    |            |
| Lee Doo-seok   | Kim Ui-jun    |            |

#### Phe ủng hộ Lee Heon
| Diễn viên      | Nhân vật                | Giới thiệu |
| Lee Hyun-geol  | Se-jang                 | Người thân cận nhất của Lee Heon, theo hầu anh từ khi còn nhỏ. |
| Hwang Jung-min | Thượng cung Hwang       | Từng là Bảo mẫu Thượng cung của Lee Heon khi anh còn là Thế tử. Là người nghiêm khắc nhưng có tấm lòng trắc ẩn và ấm áp |
| Kim Min-sang   | Đô thừa chỉ Kim Sul-Rok | Ông là một trong số ít người mà Lee Heon có thể tin tưởng và dựa vào trong cung điện. Ông luôn dành cho Lee Heon những lời khuyên chân thành và tiếp tục điều tra để tìm ra sự thật về vụ án của Thế tử tần quá cố Ahn. Bản thân tuy đã trung niên nhưng vẫn chưa lập gia đình. |
| Jo Seung-yeon  | Lee Jeong-hak           | Cha của Shin Won |

#### Người nhà Ye Đại giám
| Diễn viên      | Nhân vật     | Giới thiệu |
| Park Sun-young | Seo Un-jeong |            |
| Song Ji-woo    | Ye Hyun-hee  |            |
| Um Hyo-sup     | Ye Hyun-ho   |            |

#### Vương thất
| Diễn viên      | Nhân vật                         | Giới thiệu |
| Kim Min-ju     | Ahn Ja-yeon / Thế tử tần Ahn thị | Thế tử tần được tuyển chọn qua quá trình "Giản trạch" khi mới 14 tuổi. Tố chất thông minh và vẻ đẹp của cô khiến Thế tử Lee Heon đem lòng say đắm. Nhưng tình yêu của họ không kéo dài được lâu thì sự cố ập tới khiến cô qua đời. |
| Cha Mi-kyung   | Đại vương Đại phi                | Bà nội của Đại vương Lee Heon. Luôn lo lắng cho cháu trai và nóng ruột muốn kiếm được nữ nhân phù hợp với Lee Heon. |
| Yoon Jeong-hun | Ja Chun-seok                     | Thuộc hạ trung thành của Shin-won. Theo chân Shin-won, anh đến Ái Đạt Đường và gặp Hae-yeong rồi đem lòng yêu cô. |

#### Mẫu Tuyết Đoàn
| Diễn viên      | Nhân vật     | Giới thiệu |
| Lee Jeong-hyun | Oh Deok-hoon | Thủ lĩnh nhóm Mẫu Tuyết Đoàn (Mosuldan) chống lại Cấm hôn lệnh. Là 1 "Mẫu thai tuyết lộ" (motaeseolro), từ để chỉ 1 người chưa bao giờ nói chuyện với người khác giới từ khi được sinh ra.                                                                         |
| Kim Min-seok   | Wang-bae     | Cũng mang danh là 1 "Mẫu thai tuyết lộ" (motaeseolro) như Deok-hoon. Anh luôn tìm cách xúi giục mọi người trong Mẫu Tuyết Đoàn chống đối Cấm hôn lệnh. Anh luôn tin rằng mình chắc chắn sẽ có bạn đời ngay khi lệnh được bãi bỏ. Là 1 cặp bài trùng với Deok-hoon. |
| Hong Si-young  | Jung Do-seok | "Phiên bản Joseon" của chính tác giả bộ webtoon chuyển thể. Anh ta từng vốn là một họa sư vẽ truyện nổi tiếng, nhưng lại chuyển lên sống trên núi và chuẩn bị cho tương lai.                                                                                       |

#### Khác
| Diễn viên     | Nhân vật  | Giới thiệu |
| Lee Yoo-kyung | Soo-hyang |            |

## Sản xuất
- Vào ngày 10/11/2022, một quan chức của đài MBC thông báo đoàn phim đã phải tạm dừng quay sau khi một nhân viên trong đoàn có kết quả xét nghiệm dương tính với COVID-19. Việc quay phim dự kiến sẽ được tiếp tục trở lại vào ngày 14/11.[22]

## Tỷ suất lượt xem
| Mùa | Mùa | Số tập | Số tập | Số tập | Số tập | Số tập | Số tập | Số tập | Số tập | Số tập | Số tập | Số tập | Số tập | Trung bình |
| Mùa | Mùa | 1      | 2      | 3      | 4      | 5      | 6      | 7      | 8      | 9      | 10     | 11     | 12     | Trung bình |
| --- | --- | ------ | ------ | ------ | ------ | ------ | ------ | ------ | ------ | ------ | ------ | ------ | ------ | ---------- |
|     | 1   | TBD    | TBD    | TBD    | TBD    | TBD    | TBD    | TBD    | TBD    | TBD    | TBD    | TBD    | TBD    | TBD        |

| Tập | Ngày phát sóng | Tỷ suất khán giả trung bình | Tỷ suất khán giả trung bình | Tỷ suất khán giả trung bình |
| Tập | Ngày phát sóng | Nielsen Korea               | Nielsen Korea               | TNmS                        |
| Tập | Ngày phát sóng | Toàn quốc                   | Seoul                       | Toàn quốc                   |
| --- | -------------- | --------------------------- | --------------------------- | --------------------------- |
| 1 | 09/12/2022     |                             |                             |                             |
| 2 | 10/12/2022     |                             |                             |                             |
| 3 | 16/12/2022     |                             |                             |                             |
| 4 | 17/12/2022     |                             |                             |                             |
| 5 | 23/12/2022     |                             |                             |                             |
| 6 | 24/12/2022     |                             |                             |                             |
| 7 | 30/12/2022     |                             |                             |                             |
| 8 | 31/12/2022     |                             |                             |                             |
| 9 | 06/01/2023     |                             |                             |                             |
| 10 | 07/01/2023     |                             |                             |                             |
| 11 | 13/01/2023     |                             |                             |                             |
| 12 | 14/01/2023     |                             |                             |                             |
| Trung bình |                |                             |                             |                             |
| - Số màu xanh thể hiện xếp hạng thấp nhất và số màu đỏ thể hiện xếp hạng cao nhất. - NR biểu thị bộ phim không được xếp hạng trong số 20 chương trình hàng ngày hàng đầu vào ngày đó. |                |                             |                             |                             |